# Sétun

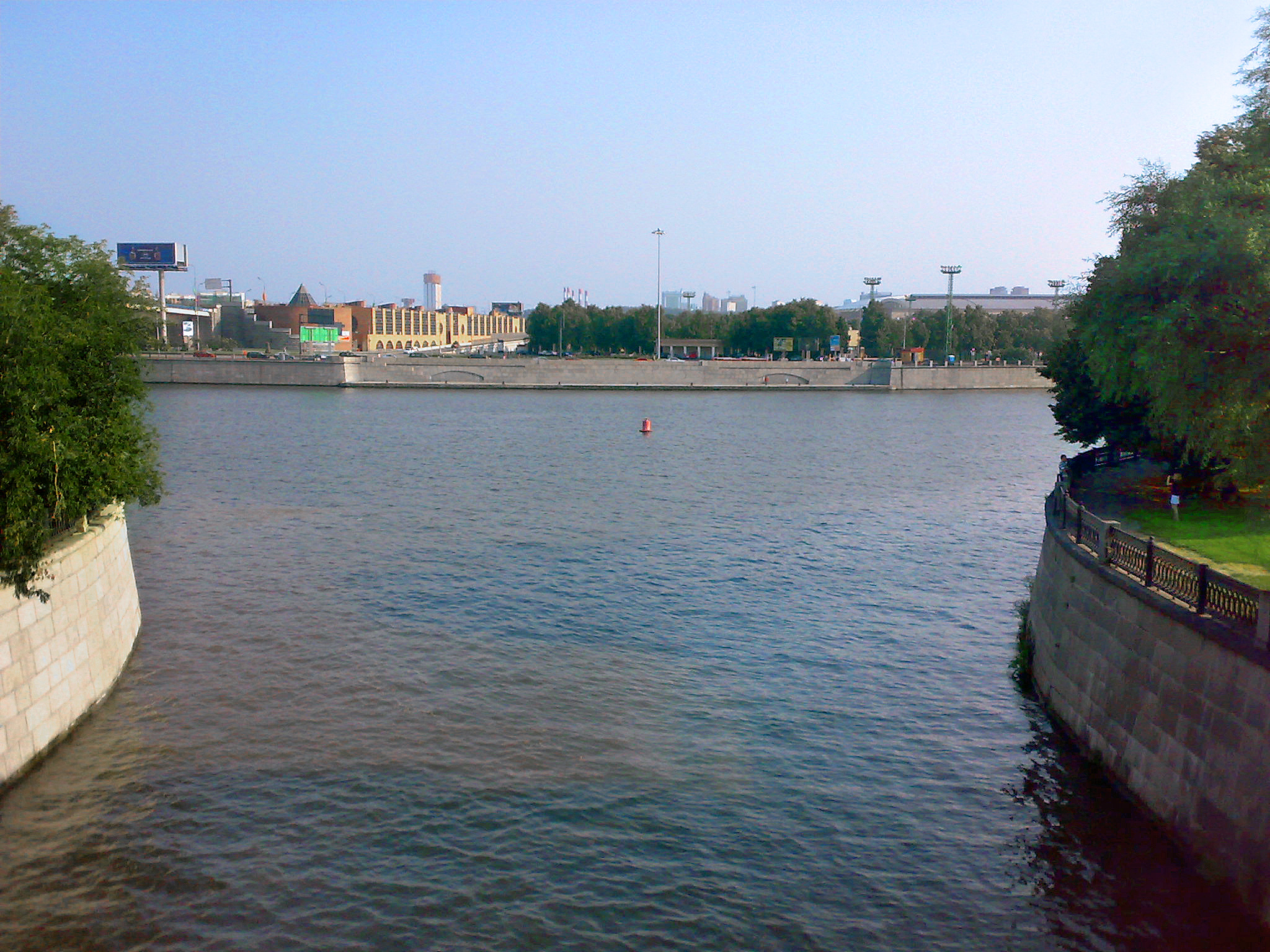
Confluència dels rius Sétun (al davant) i Moskvà, amb Lujnikí al fons

El Sétun (en rus Се́тунь) és un riu a l'oest de Moscou, i l'afluent més gran del Moskvà dins de la capital russa. La llargada del riu és de 38 km, 20 dels quals transcorren per Moscou mateix. La seva conca hidrogràfica té una àrea de 190 km². El riu Sétun s'origina al poble de Salàrievo a l'óblast de Moscou i desguassa al Moskvàprop del pont de Krasnolujski, al davant del poble de Lujnikí. El riu és ple d'exemplars de peixos del gènere Rutilus, perques, carpins, lluços de riu i d'altres peixos, però no té valor per a la indústria pesquera a causa de la seva contaminació amb residus tòxics.
El territori fronterer al voltant de les dues ribes és inclòs a la reserva de fauna salvatge del riu Sétun, als afores de la ciutat de Moscou.

## Galeria d'imatges

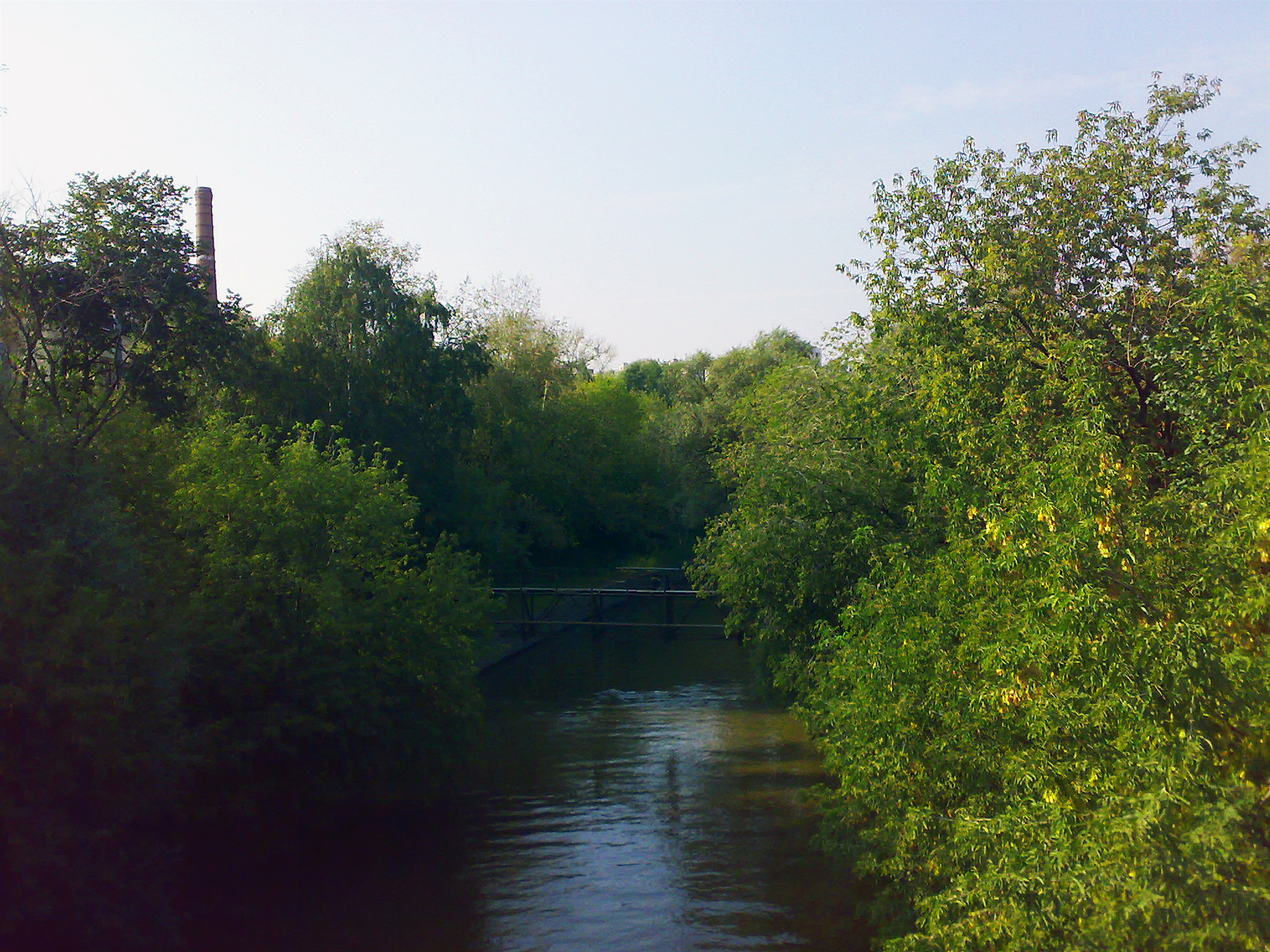
El Sètun prop de l'afluència amb el Moskvà